# Bill Evans
Bill Evans (n. 16 august 1929, Plainfield, New Jersey, SUA – d. 15 septembrie 1980, New York City, New York, SUA) a fost un compozitor și pianist american, în stilul jazz.
A studiat muzica clasică și a fost influențat de pianiștii Bud Powell, Horace Silver și LennienTristano.